# Jejo Perković
Jejo Perkovic är trummis i The Bear Quartet från och med 1996 och albumet Moby Dick. Perković har sina rötter i Kroatien. Han är numera även trumslagare i Infinite Mass sedan 1999 och i Mustasch från 2012 till 2015. Tidigare spelade han i hardcore-bandet Brick och han har även spelat med Candlemass 1998-1999.
Perkovic har producerat Firesides album Uomini D'onore. Han är även stående medlem, som representant för Helsingborgs IF, i panelen i Syd-Sydväst, ett fotbollsmagasin som visas på FanTv.se.

## Filmografi
- 2012 – Villa Thalassa – helgen vecka 48